# Abacetus atratus
Abacetus atratus es una especie de escarabajo terrestre de la subfamilia Pterostichinae.  Fue descrito por Dejean en 1828 y se encuentra en la India y Sri Lanka. 